# 郎潛紀聞
郎潛紀聞，五十三卷。清陳康祺著。
陈康祺為同治十年（1871年）進士，官至刑部员外郎。後任江蘇昭文知縣，因事罷官。博学，尤熟清代掌故。郎潛紀聞成書於光緒十二年（1886年），是陳康祺利用公餘閒暇時間寫成，凡《初筆》十四卷，《二笔》十六卷，《三笔》十二卷，《四笔》十一卷；書名的“郎”是指郎溪，“潜”是指潜山。《郎潛紀聞》其實是單指《初筆》之書名，光緒十年刻於琴川；《二笔》另有書名《燕下鄉脞录》，光绪七年刊於暨陽；《三笔》原名《壬癸藏札记》，光绪九年刊於吴門；《四笔》原名《判牘余渖》，成书於光绪九年，未刊刻，故知者甚少。前三笔点校整理出版后，又發現了四笔抄本。《郎潛紀聞》是一部內容豐富，材料廣泛的史料筆記，書中內容多輯錄清代掌故瑣事、風土民情，可補正史不足；《初筆》有自序，《二笔》有杨岘序，《三笔》有张文虎序。本书有光绪六年刻本。1988年中華書局將前三筆合為一冊。